# 6 augusti
6 augusti är den 218:e dagen på året i den gregorianska kalendern (219:e under skottår). Det återstår 147 dagar av året.

## Återkommande bemärkelsedagar

### Helgdagar
- Kristi förklarings dag, kristen kyrklig dag till minne av Jesu lärjungars besök på Förklaringsberget och Kristi förklaring. I den katolska kyrkan firas den också till minne av den kristna segern över osmanerna i belägringen av Belgrad (1456), medan de svenska och finländska kyrkorna istället firar dagen sju veckor efter Heliga Trefaldighets dag, åtta veckor efter pingst och femton veckor efter påsk.

### Nationaldagar
- Bolivias nationaldag (till minne av självständigheten från Spanien denna dag 1825)

### Minnesdagar
- Hiroshimas freds- och minnesceremoni

## Namnsdagar

### I den svenska almanackan
- Nuvarande – Alfons och Inez
- Föregående i bokstavsordning
  - Alfons – Namnet infördes 1986 på 3 september, men flyttades 2001 till dagens datum.
  - Inez – Namnet infördes 1986 på 12 oktober. 1993 flyttades det till 1 mars och 2001 till dagens datum.
  - Sixten – Namnet infördes på dagens datum 1901, men flyttades 2001 till 14 december.
  - Sixtus – Namnet fanns, till minne av påven Sixtus II, som blev martyr 258, på dagens datum före 1901, då det utgick.
  - Säve – Namnet infördes på dagens datum 1986, men utgick 1993.
  - Sölve – Namnet infördes på dagens datum 1986, men utgick 2001.
- Föregående i kronologisk ordning
  - Före 1901 – Sixtus
  - 1901–1985 – Sixten
  - 1986–1992 – Sixten, Säve och Sölve
  - 1993–2000 – Sixten och Sölve
  - Från 2001 – Alfons och Inez
- Källor
  - Brylla, Eva (red.): Namnlängdsboken, Norstedts ordbok, Stockholm, 2000. ISBN 91-7227-204-X
  - af Klintberg, Bengt: Namnen i almanackan, Norstedts ordbok, Stockholm, 2001. ISBN 91-7227-292-9

### Finlandssvenska almanackan
- Nuvarande från 1929[1] – Sixten
- I föregående revideringar[a][2]
  - inga ändringar sedan 1929

## Händelser
- 768 – Motpåven Konstantin II blir avsatt, efter drygt ett år på posten. Han har blivit insatt som påve av sin bror hertig Toto av Nepi efter förre påven Paulus I:s död 767, men inte godtagits av menigheten. Den 1 augusti har Stefan III utsetts till påve och direkt efter Konstantins avsättning låter han spärra in honom i ett kloster och tortera honom (bl.a. genom att blända honom). Året därpå blir han utstött ur kyrkan och dör kort därefter.
- 1223 – Den franske kungen Ludvig VIII (Ludvig Lejonet) och hans drottning Blanche av Kastilien kröns i Reims, en knapp månad efter sitt trontillträde. 1216 har Ludvig kortvarigt utropat sig till kung av England, men tvingats bort därifrån. Under sin korta regeringsperiod som kung av Frankrike (han avlider bara tre år senare, 1226) skaffar han sig istället inflytande över Flandern och genomför ett fälttåg mot Raymond av Toulouse och katarerna i södra Frankrike.
- 1284 – Slaget vid Meloria, som har inletts dagen före, mellan republikerna Genua och Pisa avslutas med genuesisk seger. Kriget mellan dem har pågått sedan 1282, men denna dag vinner Genua en avgörande seger. Tillsammans med det faktum att Pisas flotta tillintetgörs i sjöslaget blir detta inledningen på republiken Pisas nedgång, även om dess slutliga fall kommer först 1406.
- 1456 – Nyheten om att de kristna ungrarna har besegrat de muslimska osmanerna i belägringen av Belgrad den 22 juli, når fram till Rom. Eftersom nyheten kommer fram till Rom på Kristi förklarings dag börjar denna inom katolska kyrkan firas till minne av segern över osmanerna. Under belägringen har påven Calixtus III beslutat att Europas kyrkor ska ringa i sina klockor för de belägrade ungrarna klockan tolv varje dag, men eftersom budet om segern når fram till Rom innan påvens påbud går ut ändras det till att gälla för segern istället. Eftersom ingen påve någonsin har dragit tillbaka detta bud rings kyrkklockorna vid klockan tolv än idag till minne av denna seger.
- 1492 – Tre dagar efter att Christofer Columbus expedition för att finna en sjöväg till Indien västerut har avgått från Spanien skadas masten på Pinta (ett av hans tre fartyg). Man tvingas därför bege sig till Kanarieöarna, där det tar en månad att reparera fartyg. Först den 6 september kan man sätta kurs västerut igen. Den 12 oktober siktar man land och Columbus tror att man har kommit fram till Indien, men i själva verket är det Amerika (närmare bestämt den karibiska övärlden) man har nått.
- 1538 – Den sydamerikanska staden Bogotá grundas av spanjorerna på en slätt där tidigare muiscanfolket har bott. Spanjorerna kallar staden Santa Fe (”helig tro”), men eftersom det finns flera städer med det namnet i Amerika får den tillägget ”de Bogotá” efter indianernas namn på slätten, Bacatá. Staden blir på 1700-talet huvudstad i den spanska kolonin Vicekungadömet Nya Granada, men namnet förblir Santa Fe de Bogotá fram till början av 1800-talet, då Nya Granada gör sig självständigt från Spanien och byter namn till Storcolombia, varvid stadens officiella namn blir enbart Bogotá. Numera är den huvudstad i Colombia.
- 1623
  - Den protestantiske fursten Christians av Braunschweig-Wolfenbüttel styrkor blir besegrade av den kejserliga katolska hären i slaget vid Stadtlohn under trettioåriga kriget. Av Christians 15 000 man klarar sig endast 2 000 ifrån att bli dödade, sårade eller tillfångatagna, medan katolikerna, ledda av Johann Tserclaes Tilly endast förlorar 1 000 av sina 25 000 man. Genom denna katolska seger tvingas protestanternas ledare Fredrik V av Pfalz att underteckna ett stillestånd och detta avslutar det pfalziska skedet av kriget. Flera protestantiska furstar vill dock göra vad de kan för att motverka den habsburgske kejsaren i Wien och året därpå går Danmark med i kriget, vilket inleder det danska skedet.
  - Sedan Gregorius XV har avlidit den 8 juli väljs Maffeo Barberini till påve och tar namnet Urban VIII.[3] Under sitt nästan 21-åriga pontifikat (till 1644) blir han känd som den som 1633 tvingar Galileo Galilei att avsvärja sig sina ”villfarelser”, men trots att han alltså förblir påve i över 20 år hinner han avlida innan 30-åriga kriget tar slut. I detta krig för han en aktiv politik och arbetar för att den visserligen katolske kejsaren inte skall bli för mäktig – vilket leder till att han bland annat blir bundsförvant till protestanternas store förkämpe, den svenske kungen Gustav II Adolf.
- 1628 – Staden Bambergs borgmästare Johannes Junius bränns på bål för häxeri. Just då sveper en häxjakt genom staden och det omgivande området och hans hustru har kort dessförinnan också blivit avrättad som häxa. Kort före avrättningen har han lyckats skriva och smuggla ut ett brev till sin dotter Veronica, där han hävdar sin oskuld och även hävdar att de som har vittnat mot honom ska ha bett honom om förlåtelse, samt att han i sin bekännelse (framtvingad under tortyr) försökte att inte utpeka någon annan som häxa, men tvingades nämna flera namn.
- 1648 – Sveriges delegat vid fredsförhandlingarna i Osnabrück Johan Oxenstierna och det kejserliga sändebudet Johann Crane skakar hand på att man har kommit överens om fredsvillkor för att avsluta det trettioåriga kriget. Fredsförhandlingarna har pågått i fyra och ett halvt år (sedan våren 1644), men har av olika anledningar dragit ut på tiden. Det dröjer emellertid ytterligare två månader (till den 14 oktober), innan den westfaliska freden, som efter tre decennier äntligen gör slut på det trettioåriga kriget, slutligen undertecknas.
- 1746 – Vid Kristian VI:s död efterträds han som kung av Danmark och Norge av sin son Fredrik V. Kungen och hans drottning Louise av Storbritannien blir genast mycket populära, eftersom kungen låter avskaffa den stela hovetikett och de förbud mot nöjen, som har rått under hans fars tid, och drottningen, till skillnad från sina tyska föregångare på tronen, visar sig vara intresserad av danska språket. När Sverige valde ny tronföljare 1743 hade Fredrik haft utsikter att bli vald, men valet har istället fallit på den tyske furst-biskopen Adolf Fredrik. Det spända förhållande, som har rått mellan dem sedan dess hävs genom en förlikning 1750 och året därpå bekräftas vänskapen ytterligare genom att Adolf Fredriks då femårige son Gustav (sedermera Gustav III) förlovas med Fredriks femåriga dotter Sofia Magdalena.
- 1774 – Den brittiska frikyrkorörelsen Shakers anländer till New York. Rörelsen har grundats 1716, men hamnat på kollisionskurs med myndigheterna i Storbritannien. Därför har man beslutat att utvandra och denna dag anländer nio av rörelsen medlemmar till Amerika, inklusive den andliga ledaren Ann Lee. Under början av 1800-talet blomstrar rörelsen i USA, men eftersom ett krav är att medlemmarna ska leva i celibat och alltså inte få några egna barn kan den bara få nya medlemmar genom rekrytering eller adoption (vilket förbjuds 1960). Under 1900-talet minskar därför antalet medlemmar kraftigt och 2010 finns bara tre medlemmar kvar i Maine.
- 1777 – Amerikanska lojalister, allierade med indianer, utkämpar slaget vid Oriskany mot patrioter, och det blir på ett sätt en seger för båda sidor. Av totalt 760 kämpande på patriotsidan (inklusive några indianer) förloras 500 i stupade, sårade och tillfångatagna, medan lojalisterna förlorar färre än 100 av sina 300 man. Genom slaget kan lojalisterna lägga större makt bakom belägringen av Fort Stanwix, men å andra sidan leder det till inbördeskrig inom indianstammarna, så de förlorar dessa som allierade, så det blir även en framgång för patrioterna.
- 1806 – Den franske kejsaren Napoleon I låter upplösa det tysk-romerska riket, som har funnits sedan 962 och på ett sätt sedan 800, alltså i strax över 1000 år. Efter den westfaliska freden 1648 har det dock förlorat sin betydelse och olika stater inom det, inte minst Preussen, har börjat växa sig starka på dess bekostnad. Två år tidigare, 1804, har den tysk-romerske kejsaren Frans II utropat sig till kejsare av Österrike, som svar på att Napoleon hade blivit kejsare av Frankrike, men denna dag tvingar Napoleon honom alltså att avsäga sig den tysk-romerska kejsarvärdigheten. Istället skapar Napoleon det så kallade Rhenförbundet av de delar av riket, som Frankrike kontrollerar, med sig själv som ledare. Efter hans fall upplöses detta förbund och ersätts 1815 av Tyska förbundet.
- 1824 – Den sydamerikanske revolutionsledaren Simón Bolívars trupper på 1 000 man besegrar 1 300 spanjorer i slaget vid Junín under det peruanska frihetskriget. Även om slaget egentligen bara är en skärmytsling blir det en stor moralisk seger för frihetskämparna, eftersom det är deras första seger i kriget, som har varat sedan 1811. Efter deras efterföljande seger i slaget vid Ayacucho den 9 december samma år tvingas spanjorerna snart ge upp sin forna koloni och erkänna Perus självständighet.
- 1825 – Övre Peru bryts ut ur Peru och bildar den självständiga staten Bolivia, uppkallad efter Simón Bolívar. Övre Peru har utropat sin självständighet från Spanien redan 1809 (medan övriga Peru gör det först 1811), men till en början har spanjorerna inte varit villiga att ge upp sina sydamerikanska kolonier, och därför har ett 16-årigt självständighetskrig utkämpats. 1821 har Spanien i princip erkänt Perus självständighet (även om den blir fullständig först efter segern i peruanska självständighetskriget 1824), men Övre Peru har man försök hålla kvar. Efter det ovannämnda slaget vid Ayacucho har spanjorerna dock insett det ohållbara i att hålla kvar sina kolonier och vid den spanske befälhavaren Pedro Antonio de Olañetas död i april är det spanska styret i praktiken över. Denna dag erkänner Spanien därför Övre Perus självständighet under namnet Bolivia.
- 1840 – Den förre franske kejsaren Napoleon I:s brorson Louis-Napoléon Bonaparte genomför ett misslyckat kuppförsök med syfte att återupprätta det franska kejsardömet, som har störtats vid Napoleons fall 1815. Kuppen misslyckas som sagt och Louis-Napoléon sätts i husarrest under de kommande sex åren, innan han 1846 lyckas fly till Storbritannien, varifrån han återvänder till Frankrike efter februarirevolutionen 1848 och då blir invald i parlamentet vid grundandet av andra franska republiken. Då han därmed blir Frankrikes president kan han några år senare genomföra en ny statskupp och 1852 utropas till ny kejsare med namnet Napoleon III.
- 1861 – Brittiska trupper annekterar staden Lagos i Yorubariket (nuvarande Nigeria) på Västafrikas sydkust. Under det senaste årtiondet har britterna utökat sin makt i området, då yoruba har varit försvagade av inbördeskrig. Det brittiska konsulatet har sedermera kunnat utökas till ett protektorat och denna dag tar britterna alltså kontrollen över Lagos. Området utropas formellt som koloni den 5 mars 1862 och under 1890-talet etablerar den ett protektorat över större delen av Yorubaland, vilket införlivas i Södra Nigeriaprotektoratet i februari 1906.
- 1870 – Tyska trupper (från Preussen, Baden, Bayern och Würtemberg) besegrar fransmännen i slaget vid Wörth under det fransk-tyska kriget, som har inletts den 19 juli. De 81 000 tyskarna, ledda av prins Fredrik Vilhelm, besegrar general Patrice de Mac-Mahons 55 000 fransmän genom numerär överlägsenhet – fransmännen förlorar omkring 20 000 man i stupade, sårade, saknade och fångade, medan tyskarna förlorar lite över 10 000. Slaget blir en avgörande tysk seger, då fransmännen tvingas retirera till Châlons-sur-Marne. Både prins Fredrik Vilhelm och Patrice de Mac-Mahon blir sedermera ledare för sina länder (tysk kejsare respektive fransk president).
- 1890 – Den amerikanske grosshandlaren William Kemmler avrättas i Auburn-fängelset i New York, för mordet på sin sambo i mars året före. Detta är första gången man använder elektriska stolen som avrättningsmetod och först misslyckas proceduren, då man använder 1 000 volts spänning. Först när spänningen ökas till 2 000 volt och det kommer rök från Kemmlers huvud lyckas avrättningen – efter åtta minuter. Metoden att avrätta någon med elektriska stolen har lanserats av tandläkaren Alfred P. Southwick redan 1881, men kommer alltså först nu till användning. Under 1900-talet används metoden regelbundet i USA, men har på senare år minskat och senaste gången den användes var 2010.
- 1900 – En kinesisk här blir besegrad av åttanationsalliansens armé i slaget vid Yang-tsun under boxarupproret. Alliansens styrkor (bestående av brittiska, amerikanska, franska, ryska, tyska, italienska, österrikisk-ungerska och japanska soldater) har den 4 augusti lämnat Tianjin och begett sig på marsch mot Peking, för att avbryta belägringen av de internationella legationerna där. Den 5 augusti besegrar de den kinesiska armén i slaget vid Beitsang, varvid kineserna drar sig tillbaka till Yang-tsun. Alliansarmén har 18 000 man och kineserna 10 000 när de denna dag återigen möts och alliansen segrar. Förlusterna är minimala (ett 50-tal på allianssidan) och alliansarmén kan fortsätta marschen mot Peking. Trots att den kinesiska armén i det närmaste är intakt angriper de inte alliansarmén igen.
- 1919 – Sedan rumänska trupper har intagit den ungerska huvudstaden Budapest upplöses den ungerska rådsrepubliken, som har existerat sedan den 21 mars samma år. Republikens ledare har gått i exil redan den 1 augusti och nu upprättas en kortlivad ungersk republik, först med ärkehertig Joseph av Österrike som regent. Denna republik varar i ett halvår, innan det ungerska kungariket upprättas på våren 1920.
- 1926 – Den 20-åriga amerikanskan Gertrude Ederle blir den första kvinnan som simmar över Engelska kanalen. Två år tidigare har hon tagit både guld och brons i simning under sommar-OS i Paris och året före övergått från amatör till professionell simmare. Simningen från franska Cape Gris-nez till engelska Kingsdown tar 14 timmar och 34 minuter, ett rekord som står sig till 1950, då Florence Chadwick simmar sträckan på 13 timmar och 20 minuter.
- 1932
  - Carl Gustaf Ekman avgår som Sveriges statsminister och som partiordförande för Frisinnade folkpartiet efter att det har avslöjats att han har mottagit 50 000 kronor från tändstickskungen Ivar Kreuger, vilket han först har nekat till. Ekman har helt öppet och lagligt mottagit en summa för sitt partis räkning, men har även i hemlighet mottagit ytterligare en summa privat. Då han har nekat till att ha mottagit denna andra summa, men det ändå har bevisats att han har mottagit den, tvingas han avgå, en månad före årets riksdagsval. Han efterträds både som partiordförande och statsminister av Felix Hamrin, som därmed bara kommer att inneha statsministerposten i 50 dagar, innan den socialdemokratiske partiledaren Per Albin Hansson bildar sin första regering den 24 september (sedan socialdemokraterna har vunnit valet). Hamrin blir därmed Sveriges kortvarigaste statsminister genom tiderna.
  - Tysklands första motorväg, som går mellan Köln och Bonn, invigs av Kölns dåvarande borgmästare Konrad Adenauer. Redan under 1920-talet har man börjat planera ”autobahnprojektet” (ordet ”autobahn” har lanserats första gången 1929), men det är först under 1930-talet som det kommer igång och då nazisterna tar makten i Tyskland året därpå blir det Hitlers regim, som kommer att utveckla de tyska motorvägarna och byggandet av dem pågår till 1943, även om flera vägar inte blir färdigställda på grund av andra världskriget.
- 1933 – Kungliga Automobilklubben (KAK) arrangerar ”Sveriges sommar-Grand Prix för automobiler” vid Norra Vram i Skåne. Detta blir Sveriges första stora internationella Grand Prix-tävling för bilar och sträckan är totalt 356,4 kilometer. Segrare blir italienaren Antonio Brivio, som kör sträckan på 2 timmar, 51 minuter och 55 sekunder i en Alfa Romeo Monza, medan bäste svensk blir Åke Johansson, som kommer på femte plats i en Bugatti T37A på tiden 3 timmar, 16 minuter och 6 sekunder.
- 1942 – Sedan Stockholms stift har bildats den 1 juli samma år utser regeringen Manfred Björkquist till dess förste biskop, trots att han saknar teologisk utbildning och aldrig har verkat som präst. Först den 6 oktober vigs han till präst i Sankta Maria kyrka i Sigtuna och den 29 november blir han biskopsvigd. Han förblir sedan biskop i Stockholm till 1954, då han vid 60 års ålder går i pension.
- 1945 – Klockan 08.15 lokal tid fäller det amerikanska bombplanet Enola Gay en atombomb över den japanska industristaden Hiroshima. Amerikanerna har under de senaste åren utvecklat atombombsvapnet och gjort diverse tester i ökenområden i USA, men detta är första gången en atombomb används i krig. 78 000 invånare i staden omkommer omedelbart och mellan 20 000 och 40 000 omkommer under de närmaste dagarna. Tre dagar senare fäller USA en andra atombomb över Nagasaki och dessa bomber är ett led i att försöka få Japan att kapitulera under det ännu pågående andra världskriget. En dryg vecka senare (den 14 augusti) meddelar Japan att man är villig att kapitulera och den 2 september skrivs kapitulationen under.
- 1962 – Den karibiska ön Jamaica, som har varit under engelskt och brittiskt styre sedan 1655, blir självständig från Storbritannien och bildar den självständiga nationen Jamaica, som dock kvarstår inom brittiska samväldet. Vägen mot självständighet har påbörjats redan efter andra världskriget, men än idag (2025) har Jamaica många band till Storbritannien (bland annat har många jamaicaner emigrerat till Storbritannien) och Jamaica ingår fortfarande i samväldet (det vill säga erkänner den brittiske monarken som statsöverhuvud).
- 1978 – Samma dag som påven Paulus VI avlider utropar sig spanjoren Clemente Domínguez y Gómez till påve och tar namnet Gregorius XVII. Den officiella romersk-katolska kyrkan erkänner honom dock inte, utan anser honom som motpåve och väljer tre veckor senare (den 26 augusti) Albino Luciani till officiell påve med namnet Johannes Paulus I. Även sedan denne har avlidit en månad senare (den 28 september) kvarstår kyrkans syn på Gregorius XVII som motpåve och den 16 oktober väljer man istället polacken Karol Józef Wojtyła till påve med namnet Johannes Paulus II. Gregorius XVII blir bannlyst av katolska kyrkan 1983, men fortsätter att hävda sitt pontifikat till sin död 2005, då han efterträds av Manuel Alonso Corral, med namnet Petrus II.
- 1991 – Världens första webbplats (http://info.cern.ch/), som har skapats den 20 december året före, publiceras för allmänheten. Britten Tim Berners-Lee, som arbetar vid Cern i Schweiz, har 1989 lagt fram ett förslag för ett globalt hypertextnätverk för kunskapsutbyte, vilket får namnet World Wide Web. 1990 påbörjas ett projekt för att skapa detta och denna dag lanseras det alltså för allmänheten. Detta leder till den IT-revolution, som idag har gjort internet till allmängods.

## Födda
- 1644 – Louise de la Vallière, fransk hertiginna, älskarinna till kung Ludvig XIV
- 1651
  - François Fénelon, fransk kyrkoman, teolog och andlig författare
  - Carl Gustaf Rehnskiöld, svensk greve, fältmarskalk och kungligt råd
- 1667 – Johann Bernoulli, schweizisk matematiker
- 1697
  - Karl VII, kurfurste av Bayern, tysk-romersk kejsare
  - Nicola Salvi, italiensk skulptör och arkitekt, fullbordade Fontana di Trevi
- 1766 – William Hyde Wollaston, brittisk kemist, upptäckare av grundämnena palladium och rhodium
- 1775 – Ludvig XIX, titulärkung av Frankrike
- 1789 – Friedrich List, tysk nationalekonom och handelspolitiker
- 1809 – Alfred Tennyson, brittisk skald
- 1827 – George Franklin Drew, amerikansk demokratisk politiker, guvernör i Florida
- 1828
  - Lotten von Kræmer, svensk författare och instiftare av Samfundet De Nio
  - Andrew Taylor Still, amerikansk läkare, grundare av osteopatin
- 1829 – James T. Farley, amerikansk demokratisk politiker, senator för Kalifornien
- 1868 – Paul Claudel, fransk författare och diplomat
- 1877 – Wallace H. White, amerikansk republikansk politiker, senator för Maine
- 1881 – Alexander Fleming, brittisk läkare och medicinsk forskare, penicillinets upptäckare, mottagare av Nobelpriset i fysiologi eller medicin 1945
- 1882 – Ernst Eklund, svensk teaterchef, skådespelare och regissör
- 1884 – Lars Björck, svensk filmproducent, biografägare och skådespelare
- 1888 – Roland Garros, fransk cyklist och pilot
- 1894 – Rolf Christensen, norsk skådespelare
- 1898 – Fritz Dietrich, tysk SS-officer och krigsförbrytare
- 1899 – Lillebil Ibsen, norsk skådespelare
- 1910 – Charles Crichton, brittisk filmregissör, klippare och manusförfattare
- 1911 – Lucille Ball, amerikansk tv-skådespelare
- 1915 – Gurdial Singh Dhillon, indisk politiker, talman i Lok Sabha, Indiens transportminister
- 1916 – Dom Mintoff, maltesisk arbetarpartistisk politiker, Maltas premiärminister
- 1917 – Robert Mitchum, amerikansk skådespelare
- 1919 – Eric Stolpe, svensk skådespelare, revyartist, textförfattare, sångare och journalist
- 1922 – Daniel Walker, amerikansk demokratisk politiker, guvernör i Illinois
- 1926 – János Rózsás, ungersk författare
- 1927 – Inga Landgré, svensk skådespelare
- 1928 – Andy Warhol, amerikansk bildkonstnär
- 1932 – Gösta ”Knivsta” Sandberg, svensk fotbolls-, ishockey- och bandyspelare, OS-brons 1952
- 1934 – Christian Bonington, brittisk bergsbestigare
- 1942 – Parker Griffith, amerikansk demokratisk och republikansk samt obunden politiker, kongressledamot
- 1945 – Ingemar Johansson, svensk skribent, översättare och förläggare
- 1950 – Dorian Harewood, amerikansk skådespelare
- 1951 – Catherine Hicks, amerikansk skådespelare
- 1952 – Vinnie Vincent, amerikansk hårdrocksgitarrist, medlem i gruppen Kiss
- 1955 – Lars Adaktusson, svensk journalist och kristdemokratisk politiker
- 1956 – Mike McIntyre, amerikansk demokratisk politiker, kongressledamot
- 1961 – Kjell Westö, finlandssvensk författare
- 1962 – Michelle Yeoh, kinesisk-malaysisk dansare och filmskådespelare
- 1963
  - Anders Bergman, svensk ishockeymålvakt
  - Kevin Mitnick, amerikansk hackare och IT-säkerhetskonsult
- 1964 – Stephen George Ritchie, tysk musiker, trumslagare i gruppen Die Toten Hosen
- 1965 – Jeremy Ratchford, kanadensisk skådespelare
- 1969
  - Patrick Sandell, svensk bandyspelare
  - Elliott Smith, amerikansk musiker
- 1970 – M. Night Shyamalan, amerikansk filmproducent, manusförfattare, regissör och filmskådespelare
- 1972 – Geri Halliwell, brittisk popartist, sångare och fotomodell, känd som Ginger Spice i gruppen Spice Girls
- 1973 – Tina Nordström, svensk kock och TV-programledare
- 1979 – Megumi Okina, japansk skådespelare, fotomodell och sångare
- 1981 – Vitantonio Liuzzi, italiensk racerförare
- 1983 – Robin van Persie, nederländsk fotbollsspelare
- 1986 – Sara Skyttedal, svensk politiker
- 1990 – JonBenét Ramsey, amerikansk skönhetsdrottning

## Avlidna
- 258 – Sixtus II, påve, martyr och helgon
- 523 – Hormisdas, påve
- 1195 – Henrik Lejonet, hertig av Sachsen och av Bayern
- 1221 – Dominicus, spansk präst, grundare av Dominikanorden
- 1272 – Stefan V, kung av Ungern
- 1414 – Vladislav av Neapel, kung av Neapel
- 1458 – Calixtus III, född Alfonso de Borja, påve
- 1606 – Ottaviano Mascherino, italiensk arkitekt
- 1623 – Anne Hathaway, engelsk skådespelare, gift med William Shakespeare
- 1637 – Ben Jonson, engelsk poet
- 1660 – Diego Velázquez, spansk rokokokonstnär
- 1746 – Kristian VI, kung av Danmark och Norge
- 1815 – James A. Bayard, amerikansk federalistisk politiker, senator för Delaware
- 1848 – Nicolà Vaccai, italiensk tonsättare
- 1866 – Christian Eric Fahlcrantz, svensk kyrkoman, biskop i Västerås stift, ledamot av Svenska Akademien
- 1867 – Faustin Soulouque, haitisk politiker, Haitis president och kejsare
- 1869 – David J. Baker, amerikansk jurist och demokratisk politiker, senator för Illinois
- 1873 – Odilon Barrot, fransk politiker, Frankrikes premiärminister
- 1875 – Gabriel García Moreno, ecuadoriansk politiker, Ecuadors president
- 1879 – Johann von Lamont, brittisk-tysk fysiker och astronom
- 1888 – Abel Bergaigne, fransk språkvetenskapsman, indolog och universitetslärare
- 1894 – Austin Blair, amerikansk republikansk politiker, guvernör i Michigan, kongressledamot
- 1914 – Ellen Wilson, amerikansk presidentfru, gift med Woodrow Wilson
- 1925 – Gregorio Ricci-Curbastro, italiensk matematiker
- 1930 – Joseph Le Bel, fransk kemist
- 1931 – Bix Beiderbecke, amerikansk jazztrumpetare
- 1938 – Joseph W. Fifer, amerikansk republikansk politiker, guvernör i Illinois
- 1944 – Dietrich Kraiss, tysk generallöjtnant
- 1954 – David Fairchild, amerikansk botanist och forskningsresande
- 1957 – Per Jonas Edberg, svensk hemmansägare och bondeförbundspolitiker
- 1959 – Preston Sturges, amerikansk manusförfattare och filmregissör
- 1964 – Cedric Hardwicke, brittisk skådespelare
- 1967 – Maj Törnblad, svensk skådespelare
- 1968 – Ivar Tengbom, svensk arkitekt och professor
- 1973
  - Fulgencio Batista, kubansk politiker, Kubas president
  - James Beck, brittisk skådespelare
- 1978
  - Ivar Hallbäck, svensk operasångare och skådespelare
  - Paulus VI, född Giovanni Battista Enrico Antonio Maria Montini, påve
- 1979 – Feodor Lynen, tysk biokemist, mottagare av Nobelpriset i fysiologi eller medicin 1964
- 1985 – Forbes Burnham, guyansk politiker, Guyanas president
- 1986 – Beppe Wolgers, svensk författare, poet, översättare och underhållare
- 1990 – Jacques Soustelle, fransk antropolog, etnolog och politiker
- 1997 – K.P.R. Gopalan, indisk politiker
- 2001
  - Wilhelm Mohnke, tysk SS-officer
  - Dorothy Tutin, brittisk skådespelare
- 2002 – Edsger Dijkstra, nederländsk datavetare som lanserade Dijkstras algoritm
- 2004 – Walter Jagbrant, svensk bandyspelare
- 2007 – Atle Selberg, norsk matematiker
- 2009
  - John Hughes, amerikansk filmproducent, filmregissör och manusförfattare
  - Anders Tengbom, svensk arkitekt
- 2010 – John Louis Mansi, brittisk skådespelare
- 2011
  - Marshall Grant, amerikansk musiker
  - Roman Opałka, polsk konstnär
  - John Wood, brittisk skådespelare
- 2012
  - Marvin Hamlisch, amerikansk kompositör
  - Robert Hughes, australisk-amerikansk konstkritiker och författare
  - Bernard Lovell, brittisk astronom
- 2014 – Ralph Bryans, brittisk roadracingförare
- 2016 – Jan Wilsgaard, svensk-norsk bildesigner, designchef för Volvo
- 2018 – Margaret Heckler, amerikansk republikansk politiker och diplomat, USA:s hälsominister 1983–1985
- 2022 – Torgny Söderberg, 77, svensk låtskrivare och musikproducent.[4]
- 2024 – Lina Selleby, svensk sångerska, låtskrivare och medlem i Doktor Kosmos under namnet Twiggy Pop